# Phytoseius taiyushani
Phytoseius taiyushani är en spindeldjursart som beskrevs av Swirski och Shechter 1961. Phytoseius taiyushani ingår i släktet Phytoseius och familjen Phytoseiidae. Inga underarter finns listade i Catalogue of Life.